# Тривайлы (Решетиловский район)
Тривайлы (укр. Тривайли) — село,
Лобачевский сельский совет,
Решетиловский район,
Полтавская область,
Украина.
Код КОАТУУ — 5324281910. Население по переписи 2001 года составляло 24 человека.

## Географическое положение
Село Тривайлы находится между сёлами Лобачи и Крахмальцы (0,5 км).
Рядом проходит автомобильная дорога М-03.